# Direction générale de l'énergie (Union européenne)
La direction générale de l'énergie (DG ENER), ou ENER, est un département de la Commission européenne, créé le 17 février 2010, lorsqu'il a été séparé de la direction générale de l'énergie et des transports avec laquelle il était fusionné depuis 2000.

## Rôle

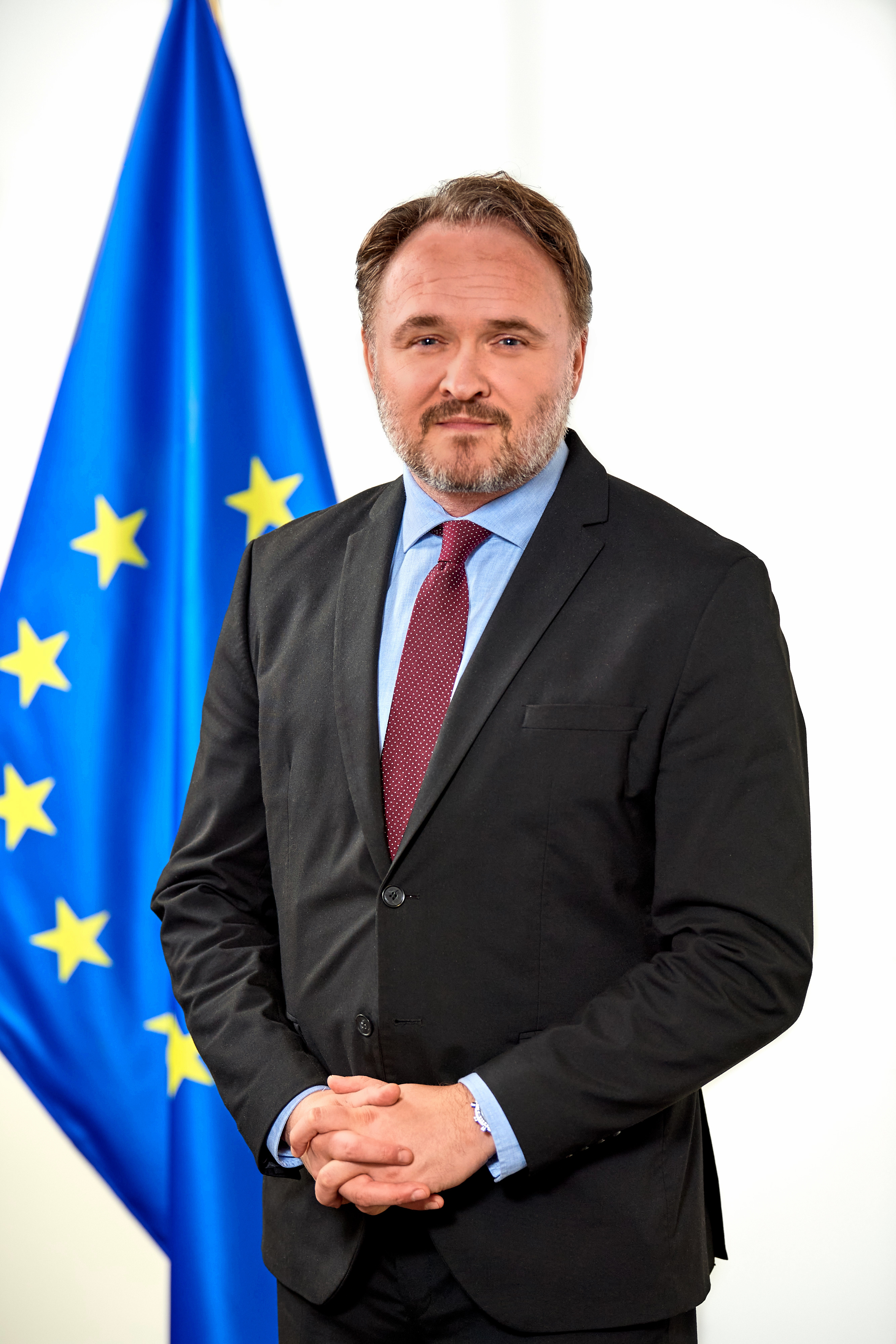
Dan Jørgensen, l'actuel commissaire européen à l'Énergie.

La direction générale de l'énergie est chargée de promouvoir et de réglementer la politique énergétique de l'Union européenne et, depuis 2019, de superviser la mise en œuvre du paquet "Énergie propre" pour tous les Européens dans le cadre du Green New Deal européen.
La direction générale de l'énergie, basée principalement à Bruxelles, rapporte à l'Estonienne Kadri Simson, commissaire européenne à l'énergie. L'ancien commissaire à l'énergie et au climat était l'Espagnol Miguel Arias Cañete. La directrice générale actuelle est la Danoise Ditte Juul-Jorgensen depuis 2019, les anciens directeurs généraux comprennent le Français Dominique Ristori à la Commission depuis 1978 et Phillip Lowe.

## Structure
La direction générale est composée de 6 directions (dont deux traitent des questions Communauté européenne de l'énergie atomique) et de l'Agence d'approvisionnement d'Euratom.